# Urabi-Bewegung

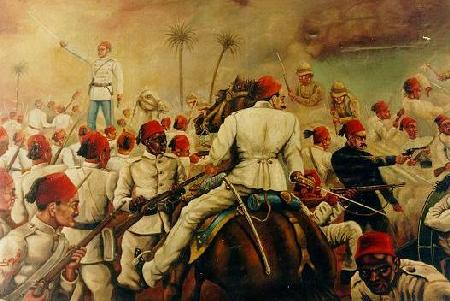
Egyptian Revolution of 1882 aus The Illustrated London News, July 29 1882

Die Urabi-Bewegung (arabisch الثورة العرابية ath-Thawra al-ʿUrābiyya, DMG aṯ-ṯaura al-ʿurābīya ‚Urabi-Aufstand‘) war von 1879 bis 1882 eine nationale Volksbewegung der Jungägypter im osmanischen Vizekönigreich Ägypten. Ihren Namen erhielt sie von dem zum Kriegsminister Ägyptens aufgestiegenen Offizier Ahmed Urabi Pascha. Im Zuge der Niederschlagung des Aufstandes im Anglo-Ägyptischen Krieg begann die vierzigjährige Britische Herrschaft in Ägypten.

## Ursache

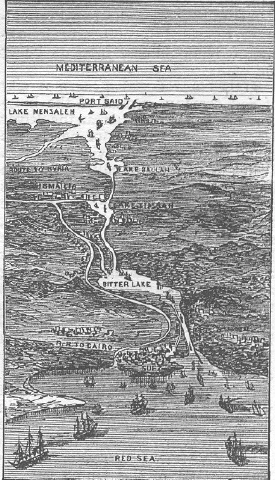
Plan des Suezkanals von 1881

Ägypten gehörte im 19. Jahrhundert offiziell zwar noch zum Osmanischen Reich, hatte aber unter der Dynastie des Muhammad Ali eine relative Unabhängigkeit erlangt. Durch einige Verwaltungsreformen, eine starke Bautätigkeit sowie eine verfehlte Finanzpolitik stieg die Staatsverschuldung unter Vizekönig Ismail Pascha kräftig an. Zum finanziellen Ruin Ägyptens führte vor allem die Beteiligung an den Baukosten des Suezkanals. Schließlich stiegen die Schulden unter Ismail Paschas so an, dass der Staat 1876 nicht mehr im Stande war, seinen Gläubigern die Zinsen zu bezahlen. Aus Staatsschulden von 3 Millionen Pfund Sterling bei seinem Amtsantritt als Vizekönig waren inzwischen 100 Millionen Pfund Sterling geworden. Schon 1875 war Ägypten faktisch bankrott. Die Besitzer der Anleihen wurden unruhig. Ismail musste unter anderem seinen Bestand an Suezkanalaktien an Großbritannien verkaufen. Am 24. November 1875 wechselten 176.602 Aktien für 3.976.582 Pfund Sterling den Besitzer. Im Folgejahr richteten Frankreich und Großbritannien eine Kontrollkommission für die zerrütteten ägyptischen Finanzen ein. Für Großbritannien hatte der Suezkanal eine enorme strategische Bedeutung. Durch seine Eröffnung hatte sich der Seeweg nach Britisch-Indien, der wichtigsten britischen Kolonie, um ca. 7.000 km verkürzt. Frankreich hatte seit der Expedition Napoleons 1798 Interesse an Ägypten. Die Entwicklung unter Ismail ließ Ägypten tief in die Schuld der europäischen Großmächte geraten. Das nutzten jene, um Konzessionen von Ismail zu erpressen. In Alexandria wurde 1875 ein gemischter Gerichtshof gegründet, welcher die bisherige Konsulargerichtsbarkeit europäischer Mächte im Lande ablöste. Er entschied über Rechtsstreitigkeiten von Ägyptern mit Ausländern und von Ausländern untereinander. Das Gremium war mit europäischen und einheimischen Richtern besetzt. Dieses Mischsystem war bei den Einheimischen eine der unpopulärsten Maßnahmen. 1878 wurden auf ausländischen Druck hin der Brite Charles Rivers Wilson (1831–1916) als Finanzminister und 1878 der Franzose Ernest de Blignières (1834–1900) als Arbeitsminister in die ägyptische Regierung (Kabinett Nubar Pascha I) berufen. 1878 geriet der Staat vollends unter internationale Finanzaufsicht.

## Verlauf

### Der Aufstand

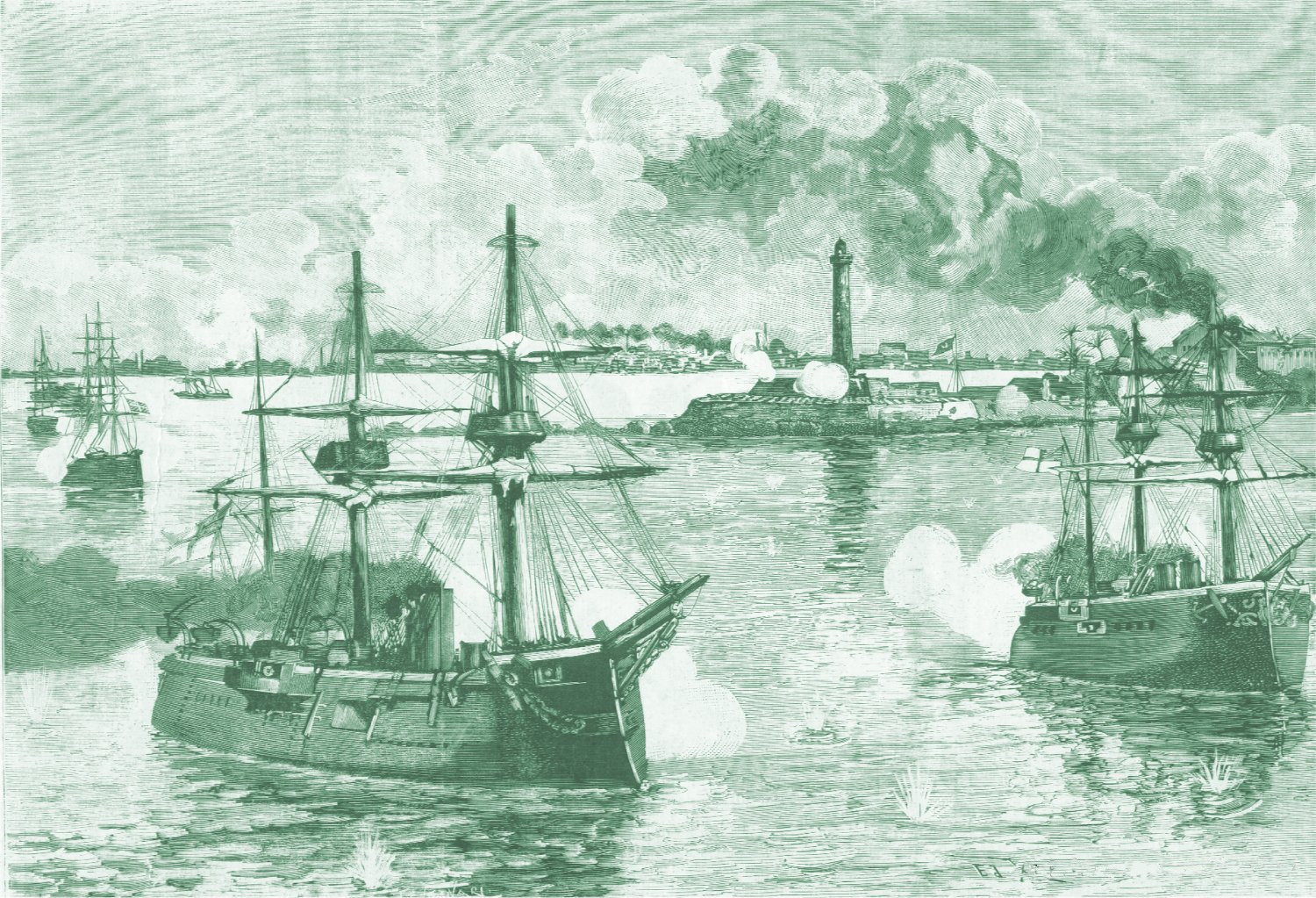
Die Beschießung Alexandrias

Ismail Pascha, der sich einer weiteren Einmischung der Großmächte widersetzen wollte, löste am 7. April 1879 die ernannte Regierung auf, welche aus seinen Gefolgsleuten bestand. Dadurch versuchte er sich die Machtposition als Souverän des Landes wiederzuholen, die er vorher an die mit den Großmächten kooperierende Regierung unter Premierminister Nubar Pascha verloren hatte. Als der Khedive versuchte die Zinsraten für die Kredite des Suezkanals zu senken, wurde er auf Betreiben europäischer Mächte am 26. Juni 1879 zur Abdankung gezwungen. Sein Sohn Tawfiq wurde Khedive von Ägypten.
Ab 1880 verwendete Ägypten die Hälfte seiner Staatseinnahmen zu Schuldentilgung. Für das Land bedeutete dies: hohe Steuerlasten, mangelnde Bezahlung der Beamten und Entlassungen von Soldaten und Offizieren. Gegen die internationale Kontrolle von Finanz- und Wirtschaftspolitik entwickelte sich deshalb eine Opposition um Oberst Ahmed Urabi Pascha, die sich aus Offizierskreisen der Armee entwickelte und mehrere soziale oppositionelle Gruppen vereinigte. Weitere Gruppen waren Intellektuelle und muslimische Reformer sowie Großgrundbesitzer, die eine Beteiligung an der Macht forderten und den Einfluss von Europäern in der Verwaltung ablehnten. Die Bewegung wendete sich auch gegen die autokratische Herrschaft der Ismails.
Im Herbst 1881 kam es zu Unruhen im Land. Daraufhin musste Tawfiq seinen Premierminister Riaz Pascha entlassen. Neuer Premierminister wurde Scharif Pascha. Eigentlicher Herrscher wurde aber der im Februar 1882 zum Kriegsminister ernannte Ahmed Urabi. Dieser forderte unter dem Motto Ägypten den Ägyptern die Abschaffung der europäischen Finanzkontrolle. Großbritannien verhielt sich anfänglich, trotz seiner umfangreichen finanziellen Verbindung mit dem Land, eher zögerlich. Erst als Urabi eine eigene Armee aufgestellt, das ganze Land unter seine Kontrolle gebracht und die Verbindung nach Indien über den Suezkanal bedroht hatte, änderte der liberale britische Premierminister William Ewart Gladstone seine Politik.

### Die Beschießung Alexandrias
Im Mai 1882 entsandten Briten und Franzosen eine Flotte nach Alexandria. Unter diesem Druck setzte der Khedive am 22. Mai 1882 den inzwischen zum Pascha ernannten Urabi ab. Dies führte zum Abfall der Großgrundbesitzer und der europäisierten Bildungselite und zu deren Anschluss an den Khediven Tawfiq. Am 11. Juni kam es in Alexandria zu blutigen Exzessen gegen die Ausländer, während derer 50 Europäer, darunter der britische Konsul, getötet wurden. Truppen des Khediven konnten die Ordnung wiederherstellen. Trotzdem konnte Urabi die Kontrolle erlangen. Er ließ die Stadt gegen See befestigen und Geschütze auf die alliierte Flotte richten. Am 10. Juli erklärte daraufhin der britische Admiral Seymour, er werde die Stadt beschießen lassen, wenn die Geschütze nicht entfernt würden. Frankreich zog daraufhin seine Schiffe zurück, um nicht in diesen Konflikt involviert zu werden. Urabi wurde dadurch bestärkt, Seymours Ultimatum verstreichen zu lassen. Am Morgen des 11. Juli eröffnete Seymore mit einer Salve der HMS Alexandra die Bombardierung der Stadt. Die ägyptische Küstenbatterie feuerte zwar zurück, aber der Schaden, den ihre kleineren Kaliber an den britischen Schiffen ausrichtete, war weitaus geringer. Das Bombardement dauerte den ganzen Tag, bis das Feuer der ägyptischen Geschütze in der Nacht zum Erliegen kam. In der Stadt brachen Feuer aus, die über zwei Tage wüteten. Am 14. Juli besetzten britische Landungstruppen die Stadt.
Von Juli bis September 1882 war Urabi Pascha Premierminister.

### Britische Intervention

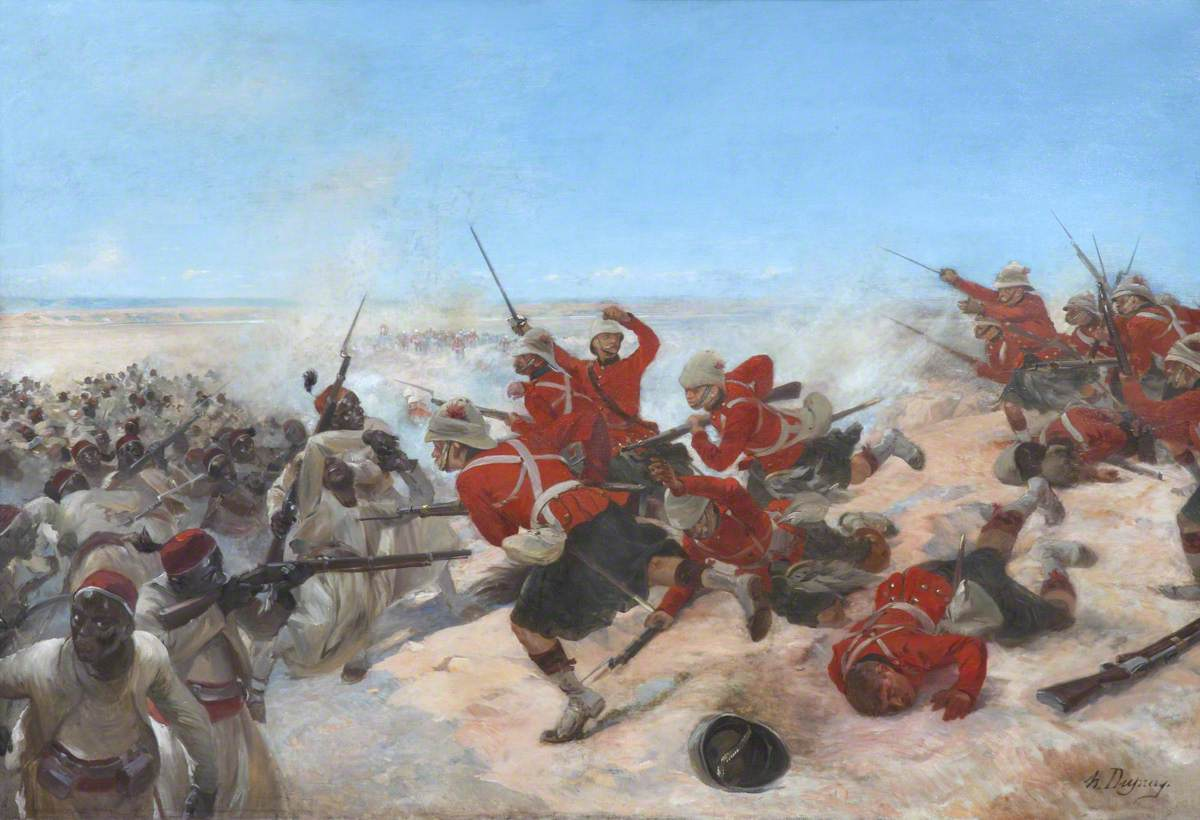
Henri-Louis Dupray: Bataille de Tel-el-Kebir (Schlacht von Tel-el-Kebir), um 1900, Öl auf Leinwand, 81,3 × 116,2 cm, National Army Museum, London

Die Briten führten nun Truppen aus Gibraltar und von Malta heran und General Sir Archibald Alison übernahm das Kommando. Am 6. August wurde eine Expedition entlang des Mahmoudieh Canal unternommen und es kam zu einem Gefecht.
Am 15. August 1882 erreichte der britische Oberbefehlshaber General Wolseley Ägypten. Bis zum 19. August wurden britische Truppen entsandt, um die Kontrolle über den Suezkanal sicherzustellen und um weiter Einfluss auf die Finanzpolitik Ägyptens zu nehmen. Wolseley beauftragte General Hamley, einen Angriffsplan auf Abukir auszuarbeiten. Da Urabi mit einem Angriff auf Abukir rechnete, setzte Wolseley Hamleys Division dort ab und segelte mit dem Rest der Armee weiter nach Ismailia. Am 28. August kam es bei Mahsama zu einem Kampf zwischen 2.000 Mann unter General Gerald Graham und 10.000 Ägyptern. Am 10. September begann Wolseley mit seiner Armee durch die Wüste nach Westen in Richtung Kairo zu marschieren. Auf dem halben Weg dahin traf er auf die Armee Urabis. Am 13. September kam es zur Entscheidungsschlacht von Tel-el-Kebir. Die Armee Urabis wurde geschlagen und er selbst gefangen genommen. Urabi Pascha wurde von der ägyptischen Regierung zum Tode verurteilt, aber auf Drängen der Briten nach Ceylon verbannt. Am 14. September rückten die ersten britischen Truppen in Kairo ein.
Die unbefriedigende Kompromisslösung, dass britische Truppen zwar das Niltal besetzt hielten, nach außen hin jedoch weiterhin offiziell der Khedive als Vertreter des türkischen Sultans regierte, ergab sich aus der Rücksichtnahme auf die übrigen europäischen Mächte. Dies geht aus einem Bericht des Grafen Herbert von Bismarck an seinen Vater, den Fürsten Bismarck, über eine Unterredung mit dem britischen Außenminister Lord Granville hervor.
Herbert von Bismarck schrieb aus London:

„Ich warf hier ein, ich hätte geglaubt, daß die englische Regierung ihrem diplomatischen Vertreter in Ägypten eine ähnliche Stellung zu geben beabsichtige, wie der französische Ministerresident sie in Tunis einnehme, damit sie vor politischen Intrigen gesichert sei. 'Nein', antwortete Lord Granville, 'soweit wollen wir nicht gehen; […] Wir wollen beantragen, daß die freie Schiffahrt auf dem Suezkanal für Kriegs- und Friedenszeit für sämtliche seefahrenden Nationen eine internationale Garantie durch die Mächte erhalte, und wollen zugleich vorschlagen, daß Ägypten als neutraler Staat von den europäischen Mächten à la guise de Belgique (d. h. in der Art und Weise Belgiens) anerkannt werde. Wir glauben, daß wir dadurch den Neid und die Eifersucht anderer Nationen entwaffnen und außerdem der Last überhoben werden, in Ägypten Truppen zu halten.'“

## Folgen
Ägypten blieb auch nach der Niederschlagung der Urabi-Bewegung besetzt. Die britische Herrschaft in Ägypten währte bis 1922. Die letzten britischen Truppen verließen Ägypten sogar erst nach dem Zweiten Weltkrieg. Allerdings vermied Gladstone eine offene britische Kolonialherrschaft und installierte mit Generalkonsul Evelyn Baring – dem späteren Lord Cromer – einen Berater, der den Khediven lenkte.
In der Schlacht von Tel-el-Kebir wurde die ägyptische Armee vernichtend geschlagen. Am 20. Dezember 1882 wurde sie endgültig aufgelöst und später unter dem Kommando eines britischen Oberbefehlshabers, des Sirdar, neu aufgebaut.
Die Wirren in Ägypten im Zuge der Urabi-Bewegung und der Besetzung Ägyptens durch Großbritannien begünstigten die Ausbreitung der Idee des Mahdi Muhammad Ahmad im ägyptisch besetzten Sudan. Der daraus resultierende Mahdi-Aufstand gilt als der erste erfolgreiche Aufstand eines afrikanischen Landes gegen eine Kolonialmacht. Bis 1898 bestand das Mahdi-Reich; von 1899 bis 1956 bestand der Anglo-Ägyptische Sudan.
Bis zur Urabi-Bewegung und zum Mahdi-Aufstand gehörten Eritrea und Somaliland zu Ägypten. 

„In den 1880er Jahren entstand eine Organisation aus Militäroffizieren, die für die Erneuerung des Islams unter der Führung eines jungen, dynamischen Oberst namens Urabi Pasha arbeiteten. Diese Gruppe … sprach im Namen des Volkes und wollte eine Verfassung und eine Regierungsänderung, nicht in der Gestalt einer säkularen Reform, sondern als Wiederherstellung des islamischen Staates: eine frühe Form des Islamismus. Urabi war also nicht wie Atatürk ein weltlicher Offizier. Er wünschte sich eine islamische Erneuerung. Urabi hatte mit seiner Armee (ca. 10000 Mann) militärisch nicht denselben Erfolg wie Atatürk.“